# Spoorlijn Oberhausen-Osterfeld Süd - Hamm
De Spoorlijn Oberhausen-Osterfeld Süd - Hamm ook wel Hamm-Osterfelder Bahn genoemd is een Duitse spoorlijn tussen Oberhausen en Hamm als spoorlijn DB 2250 onder beheer van DB Netze.

## Geschiedenis
Vanwege het bereiken van de capaciteit van andere spoorlijnen in het Ruhrgebied, met name voor goederenvervoer werd in 1905 de enkelsporige lijn geopend. Hiermee was er een verbinding tussen de twee grote rangeerstations Oberhausen-Osterfeld Süd en Hamm. In 1912 werd de lijn verdubbeld. Omdat de spoorlijn primair was aangelegd voor goederenvervoer en daarmee de centra van de grotere steden op de route ontwijkt is er nooit intensief personenverkeer geweest. In 1967 is de lijn volledig geëlektrificeerd.

## Huidige toestand

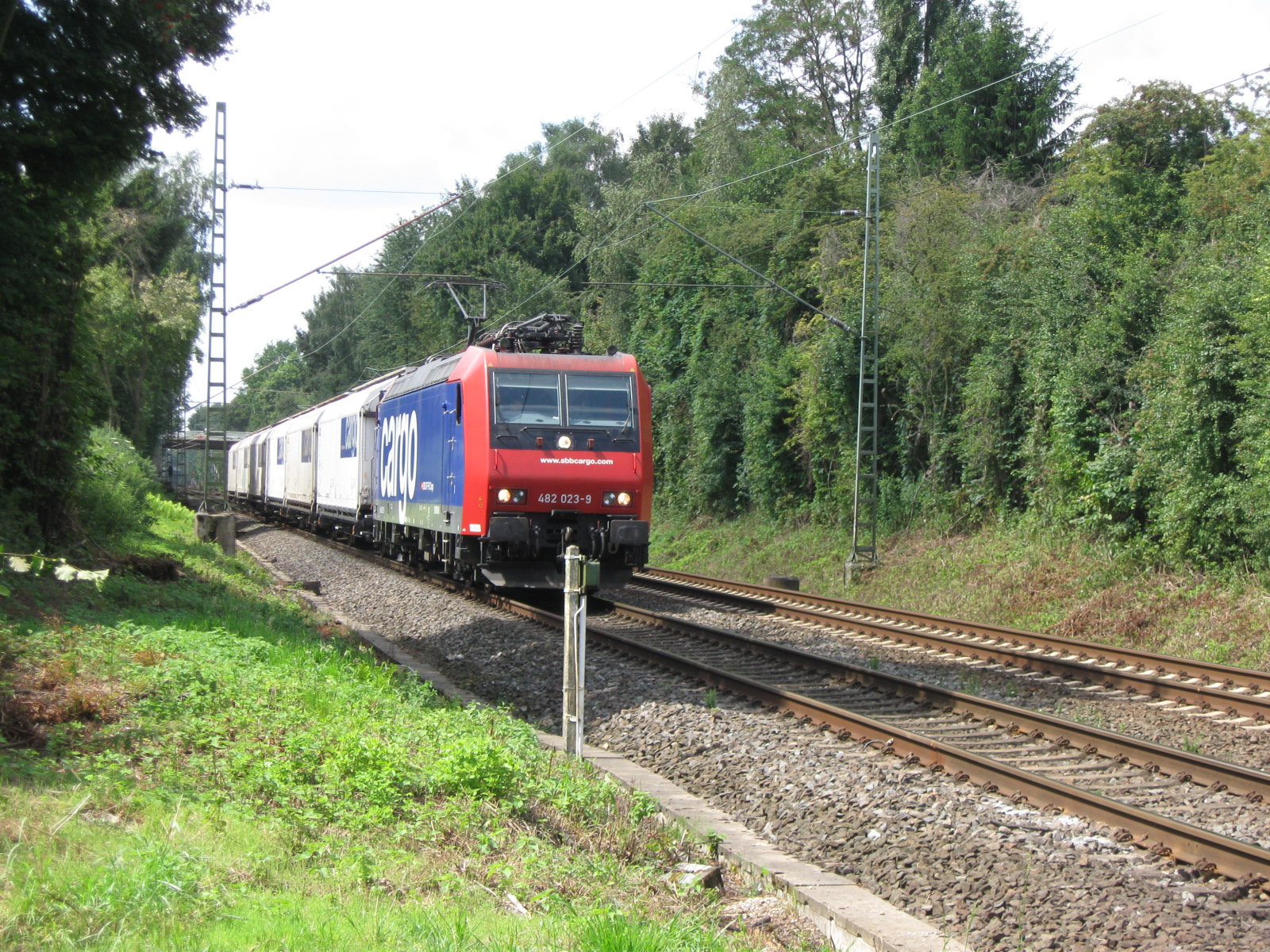
SBB-Meerspanningslok van serie 482 in Recklinghausen-Suderwich

In 1983 is het personenvervoer tussen Gelsenkirchen-Buer Nord en Hamm opgeheven.  De lijn wordt intensief bereden door goederentreinen tussen Hamm en het westelijk Ruhrgebied.

## Treindiensten
De NordWestBahn verzorgt het personenvervoer op dit traject met RE en RB treinen.
| Serie | Treinsoort                      | Route                                                                                | Bijzonderheden                                                     |
| ----- | ------------------------------- | ------------------------------------------------------------------------------------ | ------------------------------------------------------------------ |
| RE 14 | Regional-Express (NordWestBahn) | Essen Hbf – Bottrop Hbf – Gladbeck West – Dorsten – Hervest-Dorsten – Borken (Westf) | Der Borkener Zondagmorgen 1x per twee uur tussen Dorsten en Borken |
| RB 44 | Regionalbahn (NordWestBahn)     | Oberhausen Hbf – Oberhausen-Osterfeld Süd – Bottrop Hbf – Gladbeck West – Dorsten    | Der Dorstener                                                      |

### S-Bahn Rhein-Ruhr
Op het traject rijdt de S-Bahn Rhein-Ruhr de volgende routes:
| Serie | Treinsoort            | Route | Bijzonderheden |
| ----- | --------------------- | --- | -------------- |
| S 9   | S-Bahn (DB Regio NRW) | Haltern am See – Marl Mitte – Bottrop Hbf – Essen Hbf – Essen-Kupferdreh – Velbert-Langenberg – Wuppertal-Vohwinkel – Wuppertal Hbf |                |

## Aansluitingen
In de volgende plaatsen is of was er een aansluiting op de volgende spoorlijnen:
Oberhausen-Osterfeld Süd
DB 18, spoorlijn tussen Osterfeld en Sterkrade
DB 2206, spoorlijn tussen Wanne-Eickel en Duisburg-Ruhrort
DB 2246, spoorlijn tussen de aansluiting Hugo en Oberhausen-Osterfeld
DB 2253, spoorlijn tussen Essen en Oberhausen-Osterfeld
DB 2320, spoorlijn tussen Duisburg-Wedau en Oberhausen-Osterfeld
Bottrop Hauptbahnhof
DB 2248, spoorlijn tussen Essen-Dellwig Ost en Bottrop Hauptbahnhof
Bottrop Güterbahnhof
DB 2242, spoorlijn tussen de aansluiting Gerschede en Bottrop Hauptbahnhof
DB 2246, spoorlijn tussen de aansluiting Hugo en Oberhausen-Osterfeld
Gladbeck West
DB 2251, spoorlijn tussen Gladbeck West en de aansluiting Zweckel
Gelsenkirchen-Buer Nord
DB 2252, spoorlijn tussen Gelsenkirchen-Buer Nord en de aansluiting Lippe
Westerholt
lijn tussen Essen-Altenessen en Recklinghausen Ost
aansluiting Blumenthal
DB 2223, spoorlijn tussen de aansluiting Blumenthal en Recklinghausen Hauptbahnhof
Recklinghausen Ost
DB 2222, spoorlijn tussen Recklinghausen Süd en Recklinghausen Ost
DB 2224, spoorlijn tussen Recklinghausen Ost en Recklinghausen Hauptbahnhof
lijn tussen Recklinghausen Ost en Wanne Westhafen
lijn tussen Essen-Altenessen en Recklinghausen Ost
Recklinghausen-Suderwich
lijn tussen Recklinghausen-Suderwich en Zeche Auguste Victoria
Lünen Süd
DB 2900, spoorlijn tussen Lünen Süd en Lünen Hbf
aansluiting Horstmar
DB 2901, spoorlijn tussen Preußen en de aansluiting Horstmar
aansluiting Herringen
DB 2912, spoorlijn tussen de aansluiting Herringen en Hamm Rangierbahnhof
Hamm (Westf) Rangierbahnhof
DB 2910, spoorlijn tussen de aansluiting Autobahn en Hamm Rangierbahnhof
DB 2912, spoorlijn tussen de aansluiting Herringen en Hamm Rangierbahnhof
DB 2921, spoorlijn tussen de aansluiting Gallberg en Hamm Rangierbahnhof

## Elektrificatie
Het traject werd in 1967 geëlektrificeerd met een wisselspanning van 15.000 volt 16⅔ Hz.